# ÉNYKK Északnyugat-magyarországi Közlekedési Központ

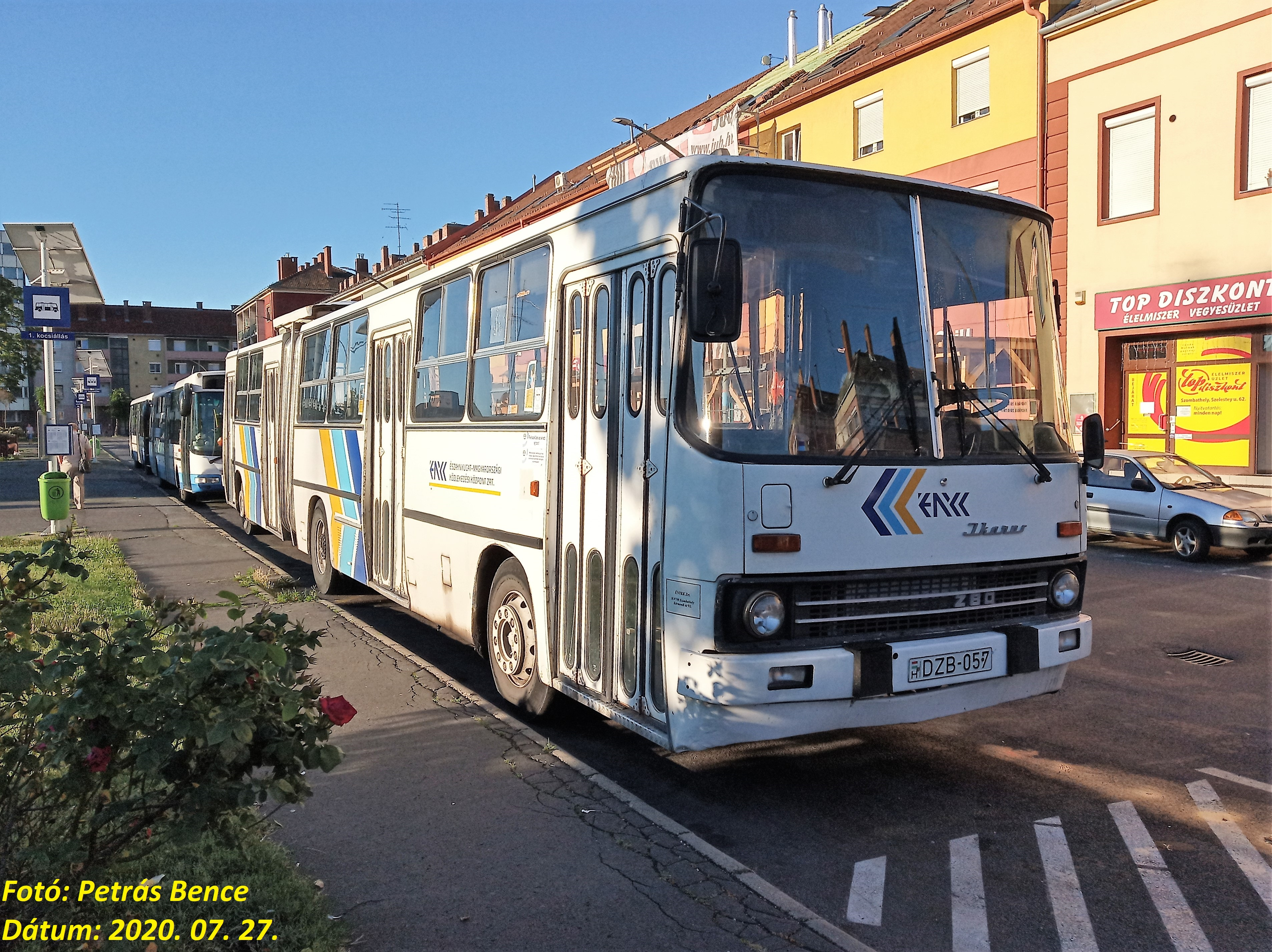
Szombathely egyik helyi viszonylatú Ikarus 280-asa még az ÉNYKK logójával 2020-ban.

Az ÉNYKK Északnyugat-magyarországi Közlekedési Központ Vas, Győr-Moson-Sopron, Zala és Veszprém megye autóbuszos közlekedését látta el el 2015. január 1-jétől 2019. szeptember 30-ig a Vasi Volán, a Kisalföld Volán, a Zala Volán, a Balaton Volán, a Bakony Volán és a Somló Volán jogutódjaként.

## Története
A kormány 2012-ben döntött a 24 Volán-társaság régiós közlekedési vállalatokba szervezéséről a szolgáltatás színvonalának emelése érdekében. Ennek előkészítésére 2012. november 19-én létrehoztak hat új közlekedési vállalatot, köztük az Északnyugat-magyarországi Közlekedési Központot is. Ezek a vállalatok kezdetben nem végeztek személyszállítást, hanem azt 2014. december 31-ig a leánytársaságokká alakított Volán-társaságok folytatták, az ÉNYKK esetében a Vasi, a Kisalföld, a Zala, a Balaton, a Bakony és a Somló Volán. A Volán vállalatok 2015. január 1-jén olvadtak be anyavállalatukba, ezzel együtt a közlekedési központok átvették a Volánok korábbi feladatait is.
2019-ben ismét döntés született az állami közlekedési vállalatok átszervezéséről: június 20-án aláírták a hat közlekedési központ beleolvasztását a Volánbuszba, ezzel egy állami közlekedési cég maradna. Az összeolvadást 2019. október 1-jével valósították meg felkészülve a 2017. év végéről 2020 végére módosított autóbuszos piacnyitásra. Ugyanebben az évben vette át Veszprémben az ÉNYKK-tól a helyi tömegközlekedés üzemeltetését az önkormányzati tulajdonú V-Busz Veszprémi Közlekedési Kft.

## Díjszabás

### Helyi
Az ÉNYKK által üzemeltetett helyi járatok díjszabásait a megrendelő, azaz az adott város önkormányzata határozta meg.

### Helyközi
Az ÉNYKK - más közlekedési központokhoz hasonlóan - a megtett út alapján számolta a menetjegyek és bérletek árát.